# Ewa Karwan-Jastrzębska
Ewa Karwan-Jastrzębska (ur. w Warszawie) – polska pisarka, scenarzystka, dziennikarka radiowa i telewizyjna, autorka literatury dla dzieci i młodzieży.

## Życiorys
Urodziła się i mieszka w Warszawie. Ukończyła studia na Wydziale Filologii Polskiej Uniwersytetu Warszawskiego. W 2005 autorka razem z mężem Markiem Karwan-Jastrzębskim założyła spółkę autorską zajmującą się pisaniem powieści, scenariuszy i projektów multimedialnych.
Z Markiem Karwan-Jastrzębskim ma syna Mikołaja oraz córkę Julię.

## Publikacje książkowe
- Agata z placu Słonecznego, ilustracje Anna Pol, Wydawnictwo Mięta, 2023, 978-83-67690-45-4
- Miś Fantazy, ilustracje Joanna Sedlaczek, Wydawnictwo Grupa Cogito, 2020 ISBN 978-83-85534-11-2
- Koci król, ilustracje Józef Wilkoń, Wydawnictwo Grupa Cogito, 2020, ISBN 978-83-85534-15-0
- Krowa kolorowa, ilustracje Józef Wilkoń, Wydawnictwo Prószyński i S-ka, 2018 ISBN 978-83-812-3372-9
- Sobowtór, Wydawnictwo Akapit Press, 2017 ISBN 978-83-653-4553-0
- Misja Xibalba, ilustracje Dorota Kobiela-Welchman, Wydawnictwo Akapit Press, 2018 ISBN 978-83-661-0608-6
- Misja Feniks, ilustracje Dorota Kobiela-Welchman, Wydawnictwo Akapit Press, 2018 ISBN 978-83-65345-89-9
- Banda Michałka na wakacjach, ilustracje Julia Karwan-Jastrzębska, Wydawnictwo Prószyński i S-ka, 2018 ISBN 978-83-812-3284-5
- Banda Michałka, ilustracje Ajka Karwowska, Wydawnictwo Znak Emotikon, 2013 ISBN 978-83-240-1961-8
- Banda Michałka powraca, ilustracje Julia Karwan-Jastrzębska, Prószyński Media, 2017 ISBN 978-83-8097-168-4
- Agato, zostań!, III tom serii Agata z placu Słonecznego, ilustracje i koncepcja graficzna Anna Pol, Wydawnictwo Marginesy,  ISBN 978-83-63656-17-1.
- Agata i jeszcze Ktoś, II tom serii Agata z placu Słonecznego, ilustracje i koncepcja graficzna Anna Pol, Wydawnictwo Marginesy, ISBN 978-83-63656-44-7
- Przybycie Agaty, I tom serii Agata z placu Słonecznego, ilustracje i koncepcja graficzna Anna Pol, Wydawnictwo Marginesy, ISBN 978-83-63656-16-4
- Misja Feniks, Wydawnictwo Egmont, 2012 ISBN 978-83-237-5217-2
- Misja Xibalba, Wydawnictwo Egmont, 2012 ISBN 978-83-237-5225-7
- Nowe przygody Bolka i Lolka. Łowcy tajemnic, Znak Emotikon, 2012 ISBN 978-83-240-1969-4
- Nowe przygody Bolka i Lolka, Znak Emotikon, 2011 ISBN 978-83-240-1747-8, praca zbiorowa
- Sobowtór, Nasza Księgarnia, 2011, ISBN 978-83-10-11953-7
- Hermes 9:10, ilustracje i koncepcja graficzna Dorota Kobiela-Welchman, Wydawnictwo Egmont, 2008, ISBN 978-83-237-7828-8
- Miś Fantazy poznaje tajemnicę Kryształu, ilustracje Joanna Sedlaczek, wyd. poprawione i rozszerzone, Wydawnictwo Muza, 2008, ISBN 978-83-7495-016-9
- Duchy w teatrze, ilustracje Zuzah Polk, Wydawnictwo Egmont, 2006, ISBN 83-237-8946-0
- Antykwariusz, ilustracje Dorota Kobiela-Welchman, Wydawnictwo Egmont, 2006, ISBN 83-237-8901-0
- Przygody Feliksa Szczęśliwego i kota Ferdynanda, ilustracje Suren Vardanian, Grupa Wydawnicza Bertelsmann Media, 2000, ISBN 83-7311-239-1
- Miś Fantazy poznaje tajemnicę Kryształu, ilustracje Joanna Sedlaczek, Świat Książki, 1997, ISBN 83-7129-224-4
- Przygody Feliksa Szczęśliwego i kota Ferdynanda, ilustracje Ewa Kozyra-Pawlak, Wydawnictwo Plac Słoneczny 4, 1996, ISBN 83-86788-08-9
- Miś Fantazy w Krainie Wiecznego Słońca, ilustracje Jolanta Marcolla, Wydawnictwo Muza, 1993, ISBN 83-7079-309-6

## Książki w wersji audio
- Miś Fantazy poznaje tajemnicę Kryształu, czyta Ewa Karwan-Jastrzębska, projekt okładki Joanna Sedlaczek, realizacja nagrania Studio Rolf and Roll, muzyka Rafał Biskup, Wydawnictwo Muza, 2008, ISBN 978-83-7495-566-9

## Audycje radiowe i telewizyjne
- Przeboje literackie Eski, 1991–2002, Radio Eska
- Radio Miś, 1992–2002, Radio Eska
- Przeboje literackie, 2002–2004, Radio Mazowsze
- Świat według książek, 2005–2006, Radio Kampus
- Na gapę, 1994–1996, Canal+

## Książka bohaterki serialuTeraz albo nigdy!
Spółka autorska pod pseudonimem Barbara Jasnyk, na licencji TVN:
- Kaktus w sercu, Wydawnictwo W.A.B., 2008, ISBN 978-83-7414-537-4
- Kaktus w sercu, wersja audio, czyta Anna Komorowska, Wydawnictwo Biblioteka Akustyczna, 2009, ISBN 978-83-61445-25-8

## Cykl powieściowyW.I.T.C.H.Ekspedycja
Spółka autorska pod pseudonimem Eva Carvani, na licencji Disney Enterprises, Inc.:
- Serce Ziemi, ilustracje Daniela Vetro, Paolo Campinoti, Mara Damiani, Wydawnictwo Egmont, 2008, ISBN 978-83-237-8388-6
- Szmaragdowy Ptak, ilustracje Daniela Vetro, Paolo Campinoti, Mara Damiani, Wydawnictwo Egmont, 2008, ISBN 978-83-237-8389-3
- Świat Muszli, ilustracje Daniela Vetro, Paolo Campinoti, Mara Damiani, Wydawnictwo Egmont, 2008, ISBN 978-83-237-3418-5
- Zamek Jednorożca, ilustracje Daniela Vetro, Paolo Campinoti, Mara Damiani, Wydawnictwo Egmont, 2008, ISBN 978-83-237-3419-2

Seria Ekspedycja wydana została w kilkunastu językach europejskich.

## Scenariusze filmowe do animowanej seriiMiś Fantazy
Spółka autorska, na podstawie opowiadań o Misiu Fantazym autorstwa Ewy Karwan-Jastrzębskiej:
- Niebieski Miś
- Tajemnica Kryształu
- Księżycowa Kraina
- Czarne Ptaszysko
- Magiczny Cylinder
- Księga Prospera
- Szkarłatna Perła
- Złamana Pieczęć
- Wyspa Kotów
- Kraina Zielonych Pagórków
- Kostka Zagadki
- Busola Latariusza
- Imieniny Fantazego